# Železniška postaja Domžale
Železniška postaja Domžale je ena izmed železniških postaj v Sloveniji, ki oskrbuje mesto Domžale.